# Bolletta
Una bolletta è una fatturazione postale o elettronica di un contratto di fornitura di servizi. La tipologia giuridica di questi contratti è il contratto di somministrazione, che in origine e, propriamente ancora oggi, indicano la somministrazione di servizi, da non confondere, dunque, con il contratto di somministrazione di lavoro.
In tutti i contratti di somministrazione (acqua, energia, gas, telefono fisso, telefono mobile a bollettazione, etc.) vige una prescrizione breve, diversa dall'ordinaria decennale; i gestori possono, pertanto, contestare le bollette fino a un massimo di qualche anno; per la precisione cinque secondo quanto stabilito dall'articolo 2948 del codice civile. Al consumatore spetta l'onere della prova, ovvero la conservazione dei documenti contabili relativi al pagamento delle bollette, che valgono come ricevute dell'avvenuto pagamento.

## Domiciliazione delle utenze
Le banche offrono un servizio di domiciliazione delle utenze su conto corrente.
Il servizio in genere è gratuito. La banca riceve copia della bolletta e il 6º giorno dalla scadenza invia una RID commerciale a favore della società emittente: fino al 5º giorno lavorativo, successivo alla scadenza della bolletta, il RID può essere bloccato presso la propria banca.
In questo modo, il cliente evita code allo sportello per pagare le bollette, e non perde giorni di valuta in quanto le fatture verranno pagate il giorno della scadenza. Se si tratta di una super-bolletta, di un importo non giustificato l'utente può non fare a tempo a contestare l'addebito e comunicare alla banca di pagare la parte di sua pertinenza.
La banca effettua il pagamento, salvo diversa comunicazione del cliente, anche telefonica o via fax.
L'intestatario dell'utenza può chiedere al fornitore (di acqua, luce, gas, etc.) di inviare la documentazione dei consumi, priva dell'allegato per il pagamento, per verificare la correttezza dell'importo. La bolletta viene inviata alcuni giorni prima della scadenza e dell'addebito in banca.
Sorgono problemi quando la banca respinge la richiesta di pagamento della società emittente, o addebita la bolletta di un altro correntista. Errori di questo tipo possono accadere per un ritardo nell'esecuzione delle RID commerciali, per un errore dell'operatore, e perché la RID commerciale non è gestita in modo completamente automatico.
Il fornitore del servizio non risponde di negligenze della banca e, dopo un primo sollecito, può interrompere la fornitura e procedere per la morosità (di telefono, acqua, luce, gas, etc.).
La banca effettua il servizio salvo buon fine, e non risponde di eventuali interessi di mora o interruzioni della fornitura che può subire il cliente.
La domiciliazione esclude qualsiasi altra modalità di pagamento, che l'utente può modificare solamente a partire dalle successive fatturazioni.
In alternativa alla domiciliazione, molte società permettono il pagamento gratuito tramite bonifico bancario via Internet o dal Bancomat. È sufficiente inserire l'IBAN, e il numero della fattura nella causale di pagamento, in modo da identificarlo univocamente.
Dal 2013 i gestori di servizi pubblici sono obbligati ad attivare la modalità di pagamento con bonifico o carta di credito per somme dovute a qualsiasi titolo dall'utenza (D. Lgs. n. 82/2005, art. 5, come modificato dal Decreto Sviluppo bis n. 189/2012-art. 15).

## Gestione delle morosità
Nel caso di morosità, avviene il distacco del servizio anche se è soggetto alla legge sul servizio universale (ad esempio, energia e telefono fisso). Il gestore può anche rivalersi sui beni del moroso. Per avviare una procedura esecutiva di pignoramento, il gestore necessita di un titolo esecutivo. La strada più veloce per ottenerlo è chiedere un decreto ingiuntivo al tribunale.
Qualora il debitore si opponga con una qualche forma di prova scritta o contestando in maniera ragionevole, si possono allungare notevolmente i tempi, evitando l'esecutorietà del decreto. Ciò avviene quando dalla data di emissione della bolletta è trascorso il periodo di prescrizione vigente per i contratti di somministrazione.
Molti sono i beni che non possono essere oggetto di pignoramento. Tipicamente sono pignorati: proprietà immobiliari, conto in banca, altre forme di investimento evoluto.
Per la stessa legge sul servizio universale, l'utente può intestare un nuovo contratto di servizio ad un familiare dello stesso domicilio, al quale il fornitore è obbligato a riattivare il servizio.

## Carta dei Servizi
I contratti di somministrazione di servizi sono caratterizzati da una Carta dei Servizi o Service Level Agreement (SLA), che impegna il fornitore al rispetto di determinati standard nei tempi di attivazione, risposta ai reclami e qualità nella gestione del servizio. In caso di mancato rispetto, il fornitore deve pagare delle penali o rimborsare parte della spesa.

## Prova dei consumi
L'onere della prova dei consumi spetta in generale all'erogatore del servizio. Pur mutuando il proprio contenuto da provvedimenti legislativi ed amministrativi, il contratto di somministrazione di servizi ha natura privatistica ed i rapporti che ne discendono sono regolati dal codice civile, per il quale l'onere della prova spetta a chi ha fornito la prestazione.
La bolletta, al pari di una generica fattura, non ha valore probatorio perché è un atto unilaterale di natura contabile, inidonea a spiegare efficacia probatoria a favore della parte che l'ha emessa (è la bolletta telefonica, atto unilaterale di natura contabile non dissimile dalla fattura.
In merito alla fornitura di servizi telefonici, la bolletta costituisce prova delle registrazioni riportate se l'utente non le contesta.
Se il contatore "si presume idoneo in ragione dei collaudi e dei controlli, ai quali è sottoposto da parte della pubblica amministrazione", nulla garantisce il corretto funzionamento del contatore centrale e la corrispondenza con quanto trascritto in bolletta.
La certificazione dei contatori non può tradursi in un privilegio probatorio fondato sulla non contestabilità del dato recato in bolletta. Spetta al fornitore del servizio provare il corretto funzionamento del contatore e la corrispondenza di quanto trascritto in bolletta, tramite tabulati e fotografie mensili al contatore.
Ne sono un esempio i contatori elettrici che non sono soggetti a nessuna omologazione né sono registrati presso gli uffici metrici delle Camere di Commercio.